# Жан Маре
Жан Маре́ — (фр. Jean Alfred Villain-Marais; *11 грудня 1913 — †8 листопада 1998) — французький кіноактор, письменник, художник, скульптор, каскадер. Найбільше прославився роллю Фантомаса.

## Біографія та кар'єра
Народився в Шербурі, на півночі Франції. Почав зніматися у 1930-і роки у фільмах Марселя Л'Ерб'є, в «Смішненькій драмі» (1937) Марселя Карне. Здобув популярність в роки війни, коли знявся у стрічці Крістіан-Жака «Кармен» (1945). Справжнім учителем Маре, що сформував його акторську індивідуальність і художній смак, став поет, драматург і режисер Жан Кокто, з яким Маре познайомився у 1937 році. Він став «актором Кокто», граючи в його театральних постановках («Жахливі батьки»), а також знімався у його головних фільмах — «Орфей» (1949) і «Заповіт Орфея» (1959).
З 1950-х став популярним актором. У ці роки знімався в розважальних комедіях «Жульетта» (1953), «Нічні коханці» (1953), а також у стрічках «плаща і шпаги» таких, як «Капітан Фракасс» (1961), «Горбань» (1959), «Рюї Блаз» (1947), у казці «Красуня і чудовисько» (1946).
Маре важко переживав смерть Кокто у 1963 році, він навіть мав намір полишити акторську кар'єру. Проте вже у 1964 році знявся в суперпопулярній серії фільмів про Фантомаса.
Наприкінці 1960-х Маре потрапив у важку автомобільну катастрофу і надовго залишив екран. У 1970-х роках практично не знімався. У 1985 Маре очолював журі 35-го Берлінського міжнародного кінофестивалю. У 1986 році молодий режисер Віллі Рамо зняв його в «Родинних зв'язках». Лише у 1996 році актор з'явився в знаковій ролі старіючого художника у стрічці Бернардо Бертолуччі «Украдена краса».
Крім великого артистичного таланту, мав здібності до художньої скульптури, живопису та поезії. Пабло Пікассо, побачивши деякі ранні скульптурні роботи Маре, здивувався, як людина з таким талантом скульптора «витрачає свій час на якісь зйомки в кіно і роботу в театрі». У 1989 році в Парижі в районі Монмартр був встановлений пам'ятник письменнику Марселю Еме роботи його друга Жана Маре. Скульптура більше відома під назвою «Людина, що проходить крізь стіну». Вона повністю виготовлена з бронзи і її ідеєю є епізод за однойменним оповіданням письменника.

## Фільмографія

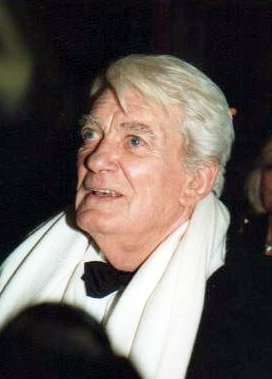
Жан Маре, 1991 рік

За час своє акторської кар'єри Жан Маре знявся у 107-ми фільмах.
Найбільш відомі ролі у фільмах
- 1942 — Кармен / (Carmen)
- 1946 — Красуня і чудовисько / (La Belle et la Bête)
- 1949 — Орфей / Orphée
- 1953 — Граф Монте-Крісто / (Le comte de Monte Cristo)
- 1953 — Опівнічні коханці / (Les amants de minuit) — Марсель Дюляк
- 1957 — Білі ночі / Nuits blanches
- 1959 — Горбань / Le bossu
- 1961 — Капітан Фракасс / Le capitaine Fracasse
- 1964 — Фантомас / Fantômas
- 1965 — Фантомас розлютився / Fantômas se déchaîne
- 1966 — Фантомас проти Скотланд-Ярда / Fantômas contre Scotland Yard
- 1969 — Парія / Le Paria

## Особисте життя
У 1942 році під час Другої Світової війни він одружився з акторкою Мілою Парелі, шлюб розпався через два роки. Жан Маре ніколи не приховував, але й не хизувався своїми гомосексуальними стосунками з французьким поетом Жаном Кокто. Згодом він мав певні стосунки і з французькою актрисою Жозетою Дей.
Маре написав книги «Уся істина про мене» (1957), «Історія мого життя» (1975), «Оповідання» (1978) та ін. В останні роки жив на півдні Франції у своєму маєтку поблизу Ніцци, де і помер 8 листопада 1998 року.